# Menophra pallescens
Menophra pallescens är en fjärilsart som beskrevs av Inoue 1990. Menophra pallescens ingår i släktet Menophra och familjen mätare. Inga underarter finns listade i Catalogue of Life.